# Llista d'alcaldes de Castellcir
Llista d'alcaldes de Castellcir:
- Francesc Giol i Gros (1900 - 1901)
- Pere Majem i Rovira (1901 - 1906)
- Pere Comas i Oliva (1907 - 1909)
- Pere Majem i Rovira (1910 - 1911)
- Nazari Giol i Casellas (1912 - 1921)
- Tomàs Arnaus i Puig (1921 - 1923)
- Enric Prat i Sansalvador (1923 - 1930)
- Tomàs Arnaus i Puig (1930 - 1931)
- Jaume Soler i Puigdomènech (1931 - 1933)
- Alfons Roca i Oliveras (1933 - 1934)
- Salvador Sala i Canet (1934 - 1936)
- Alfons Roca i Oliveras (1936 - 1936)
- Josep Piella i Teixidor (1936 - 1938)
- Lluís Guiteras i Arisa (1938 - 1938)
- Marc Mas i Baulenas (1938 - 1939)
- Josep Guiteras i Arisa (1939 - 1951)
- Tomàs Arnaus i Puig (1951 - 1959)
- Dionís Guiteras i Soler (1959 - 1974)
- Joan Valldeoriola i Rius (1974 - 1974)
- Jesús Guiteras i Sala (1974 - 1983)
- Enric Gamisans i Prat (1983 - 1995)
- Miquel Prat i Sabaté (1995 - 2007)
- Carles Ibàñez i Pueyo (2007 -)